# Toshiba Samsung Storage Technology

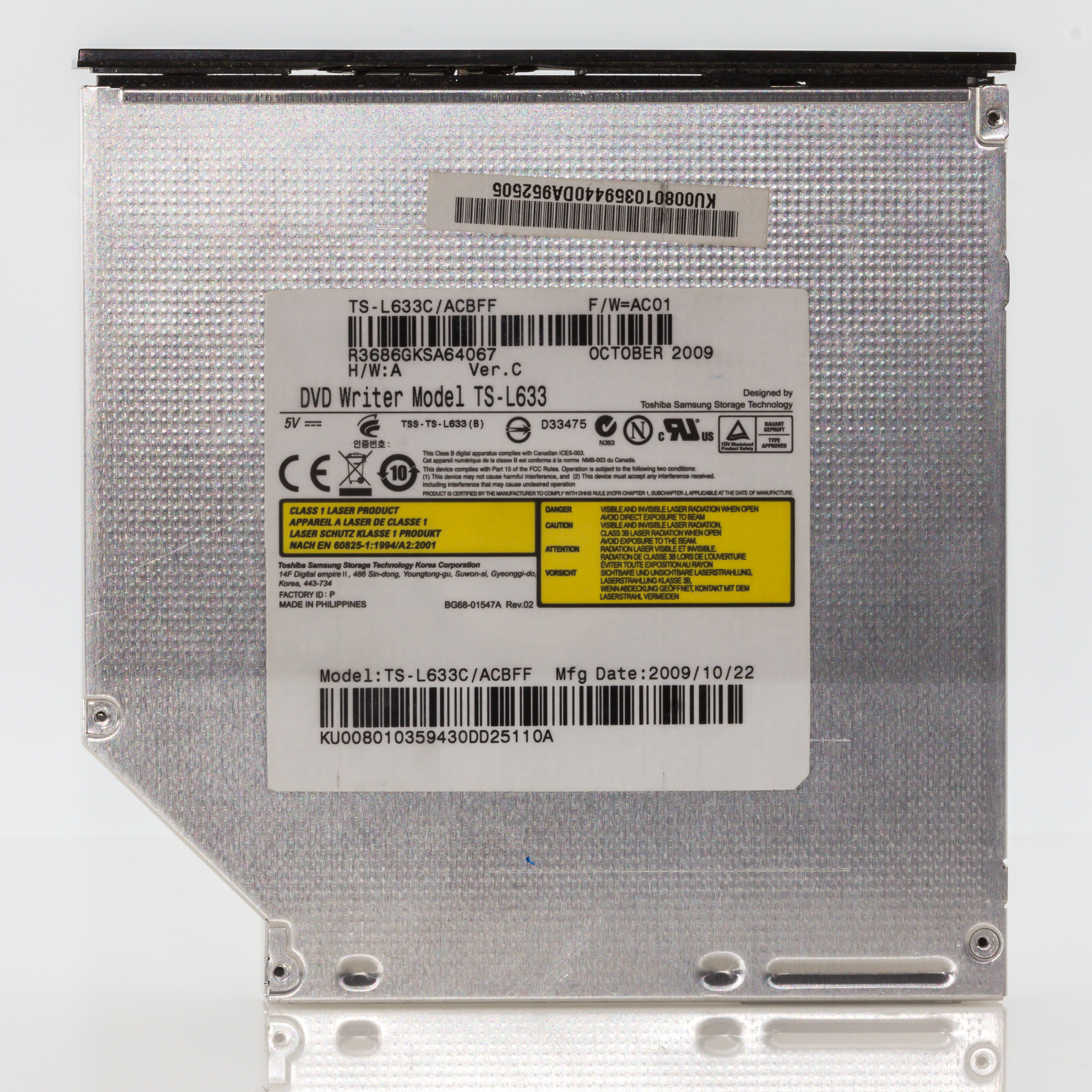
DVD Writer TS-L633

Toshiba Samsung Storage Technology Corporation (acronimo TSST) è una joint venture formata dalla giapponese Toshiba e dalla coreana Samsung. Toshiba detiene il 51% delle quote mentre Samsung il restante 49%.
TSST si è specializzata nella produzione di unità ottiche. La joint venture è stata formata nel 2004.
La sede della società si trova a Tokyo (Giappone) mentre una sussidiaria si trova a Suwon (Corea del Sud).
Nella primavera 2016 la joint venture ha annunciato di aver fermato la produzione di drive ottici di tipo CD/DVD.